# Marvin Matip
 (août 2025).
Pour les articles homonymes, voir Matip.
Marvin Matip est un footballeur international camerounais né le 25 septembre 1985 à Bochum.
Il évolue au poste de défenseur au FC Ingolstadt 04 et a choisi de jouer pour la sélection du Cameroun après avoir fait ses classes dans les équipes de jeunes allemandes. Il est le frère de Joël Matip.

## Biographie
À la fin de la saison 2014/2015, il parvient avec son équipe à atteindre la Bundesliga en remportant le titre de champion d'Allemagne D2. Le premier match de son équipe dans cette catégorie est remporté face à Mayence. 

## Palmarès
- Bundesliga 2: Champion du championnat d'Allemagne de football de deuxième division 2014-2015